# Limonia stoneri
Limonia stoneri är en tvåvingeart som beskrevs av Alexander 1925. Limonia stoneri ingår i släktet Limonia och familjen småharkrankar.
Artens utbredningsområde är Fiji. Inga underarter finns listade i Catalogue of Life.